# 戴蒙德比奇 (新澤西州)
戴蒙德比奇（英語：Diamond Beach）是位於美國新澤西州開普梅縣的普查規定居民點。

## 人口
根據2020年美國人口普查的數據，戴蒙德比奇的面積為0.59平方千米，皆為陸地。當地共有人口203人，而人口密度為每平方千米344.07人。